# Râul Drava

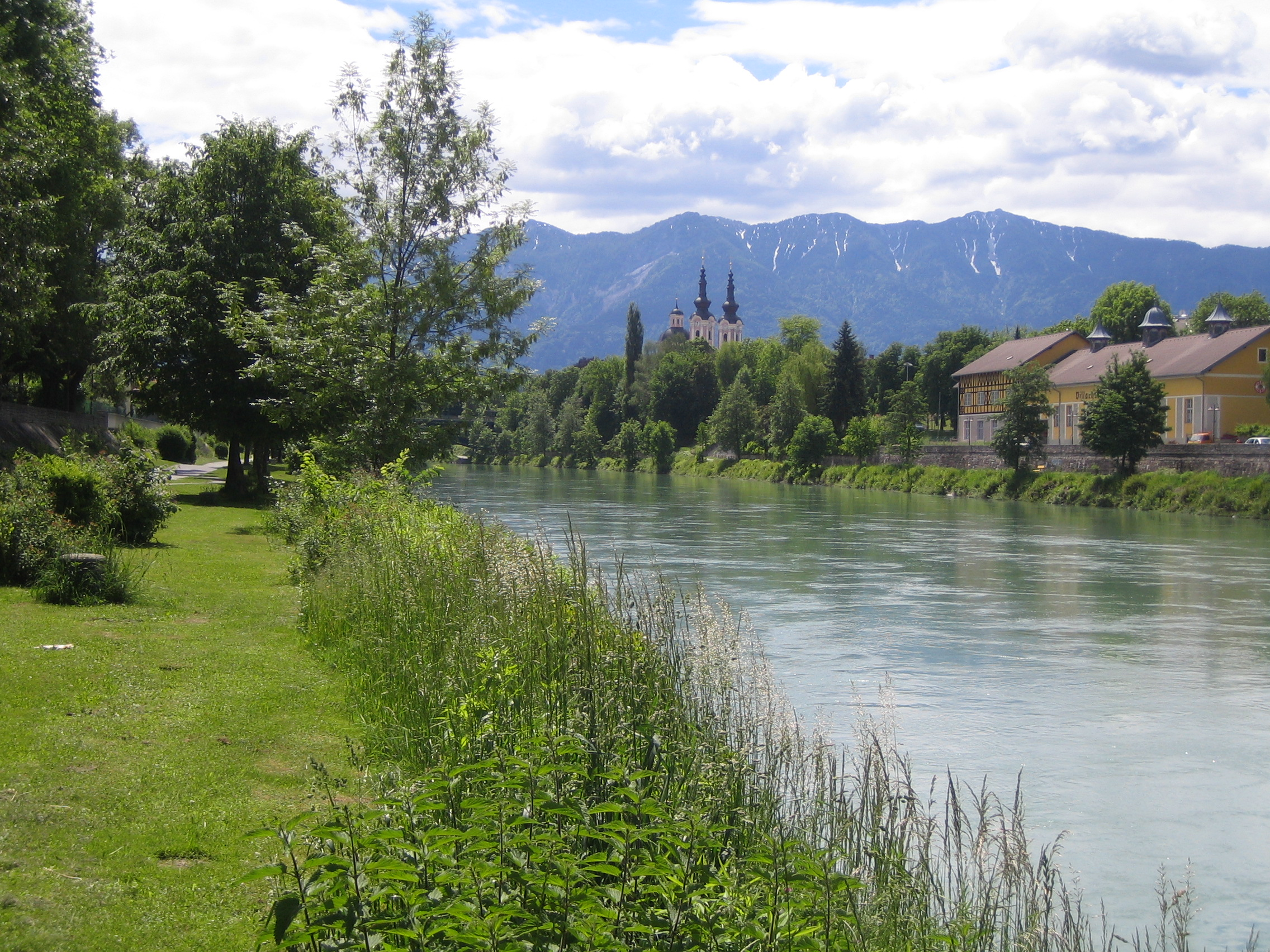
Drava la Villach

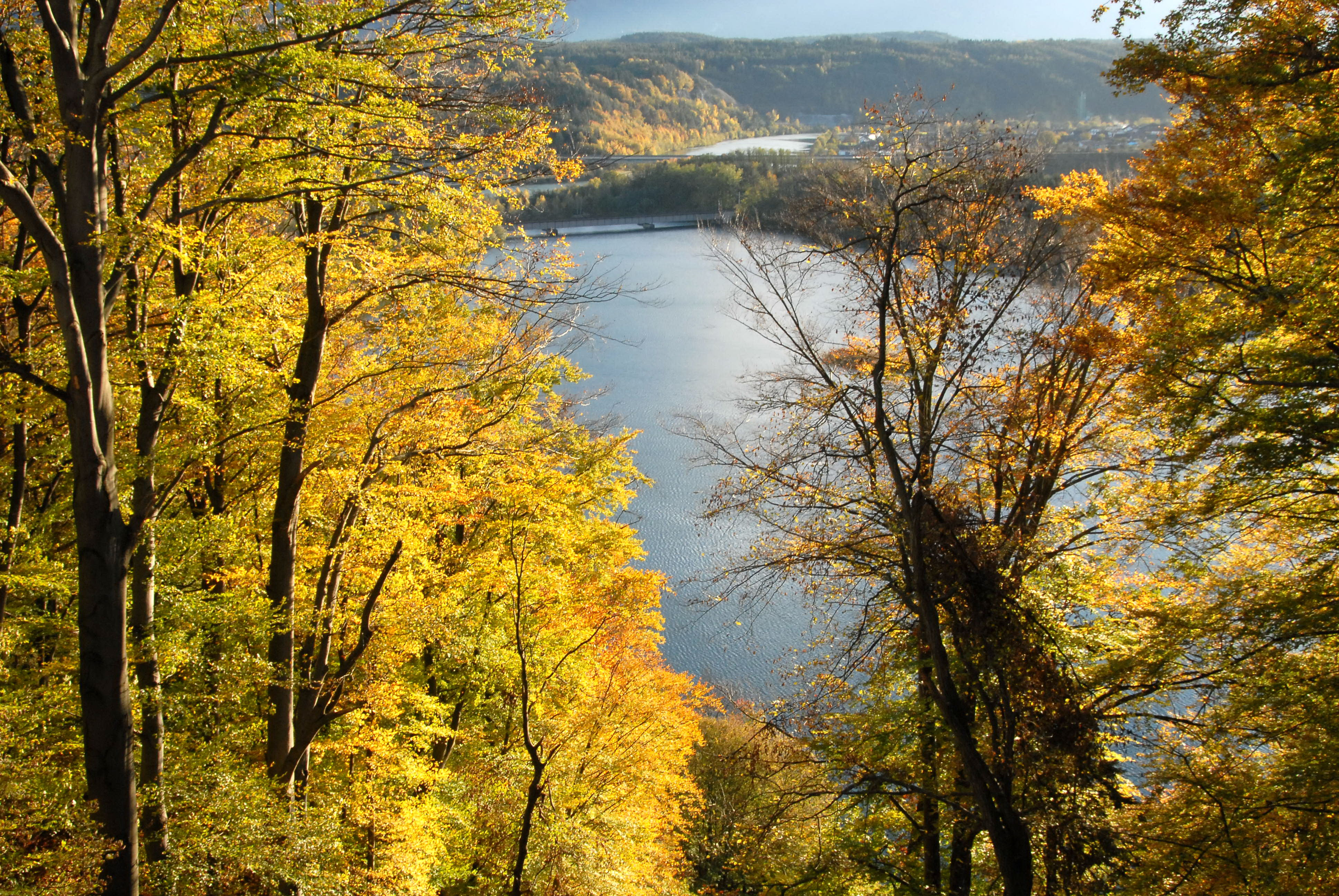
Toamna pe curbura Dravei la Mănăstirea Wernberg

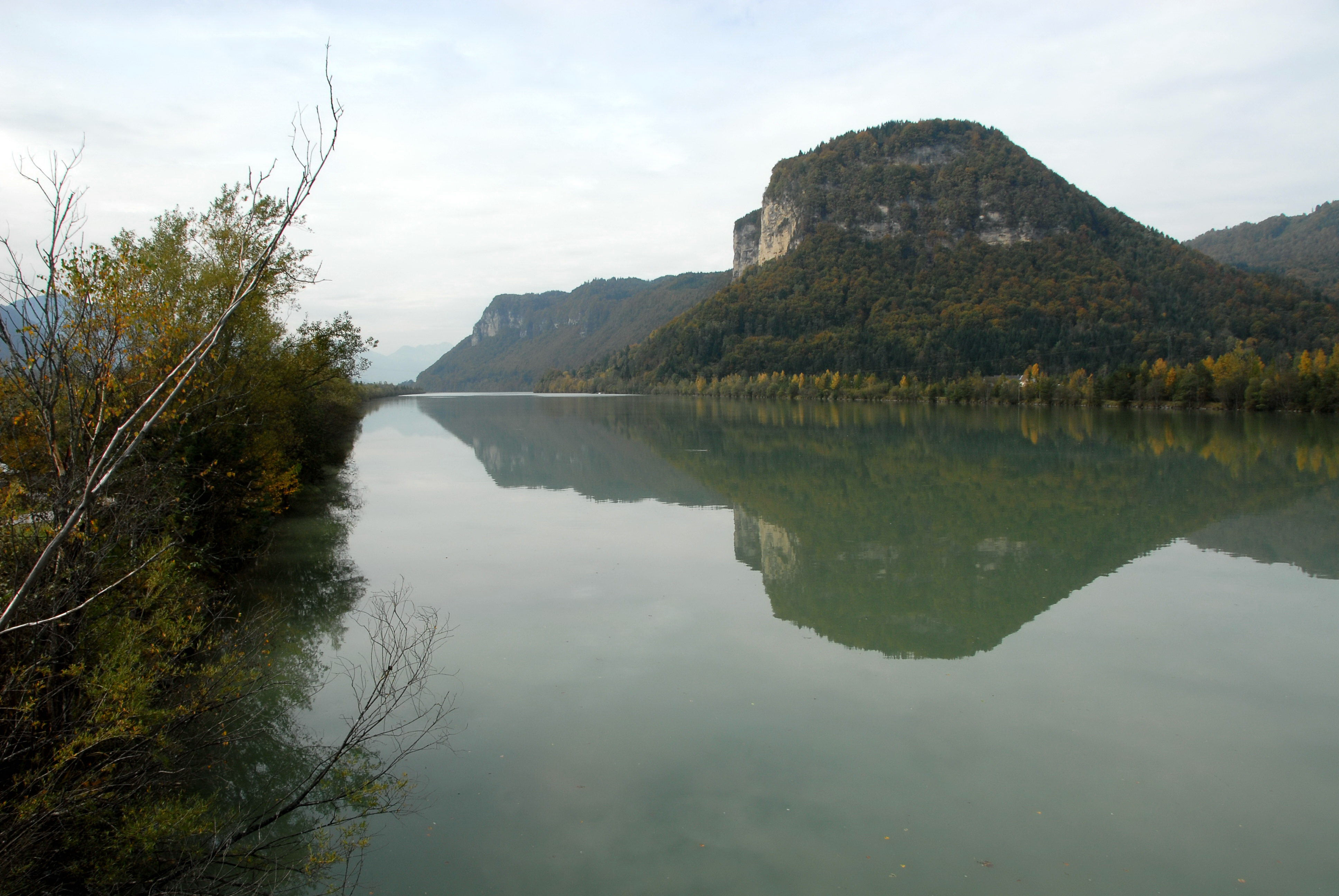
Lacul de acumulare de la Rottenstein, comuna Ebenthal

Râul Drava (în germană Drau, în slovenă, croată și italiană Drava, în maghiară Dráva) este un afluent al Dunării, care curge din Tirolul de Sud spre Tirolul de Est (Italia), prin Kärnten, Austria, Slovenia și Ungaria și se varsă pe teritoriul Croației în Dunăre. Râul are o lungime de 670 km cu un debit mediu de 670 m³/s, fiind, după Sava, Tisa și Inn, ca mărime al patrulea afluent al Dunării.